# Rajd Stambułu 2009
Rajd Stambułu 2009 (38. Istanbul Rally) – 38 edycja rajdu samochodowego Rajd Stambułu rozgrywanego we Turcji. Rozgrywany był od 1 do 3 maja 2009 roku. Była to druga runda Rajdowych Mistrzostw Europy w roku 2009 oraz pierwsza runda Rajdowych Mistrzostw Turcji. Składał się z 15 odcinków specjalnych.

## Klasyfikacja rajdu
| Miejsce | Miejsce | Kierowca         | Pilot              | Samochód                  | Czas      | Strata   |
| Gen.    | ERC     | Kierowca         | Pilot              | Samochód                  | Czas      | Strata   |
| ------- | ------- | ---------------- | ------------------ | ------------------------- | --------- | -------- |
| 1.      | 1.      | Michał Sołowow   | Maciej Baran       | Peugeot 207 S2000         | 2:27:05.0 | 0.0      |
| 2.      |         | Yagiz Avci       | Ersan Alkir        | Mitsubishi Lancer Evo IX  | 2:28:30.7 | +1:25.7  |
| 3.      |         | Daghan Ünlüdogan | Ahmet Sami Can     | Mitsubishi Lancer Evo IX  | 2:32:10.3 | +5:05.3  |
| 4.      |         | Cenk Ceyisakar   | Kenan Engin        | Mitsubishi Lancer Evo IX  | 2:37:34.4 | +10:29.4 |
| 5.      | 2.      | Krum Donchev     | Petar Yordanov     | Subaru Impreza STi        | 2:38:51.6 | +11:46.6 |
| 6.      |         | Mustafa Soylemez | Cem Bakancocuklari | Mitsubishi Lancer Evo IX  | 2:43:21.7 | +16:16.7 |
| 7.      | 3.      | Corrado Fontana  | Nicola Arena       | Mitsubishi Lancer Evo IX  | 2:45:25.1 | +18:20.1 |
| 8.      |         | Menderes Okur    | Burak Akcay        | Mitsubishi Lancer Evo VII | 2:49:27.6 | +22:22.6 |
| 9.      |         | Kerem Ustunkaya  | Ozden Yilmaz       | Mitsubishi Lancer Evo IX  | 2:51:11.5 | +24:06.5 |
| 10.     |         | Emre Yurdakul    | Burak Erdener      | Ford Fiesta ST            | 2:52:32.3 | +25:27.3 |